# Лена-Восточная
Ле́на-Восто́чная — станция Северобайкальского региона Восточно-Сибирской железной дороги на Байкало-Амурской магистрали (735 километр).
23 апреля 1984 года Исполнительный комитет Иркутского областного Совета народных депутатов принял решение о строительстве поселка мостостроителей у станции Лена-Восточная.
Расположена в городе Усть-Кут Усть-Кутского района Иркутской области.

## Пригородное сообщение по станции
| № поезда | Маршрут движения | № поезда | Маршрут движения |
| -------- | ---------------- | -------- | ---------------- |
| 6365     | Киренга — Лена   | 6366     | Лена — Киренга   |